# Mark R. Thompson
Mark R. Thompson (* 1960) ist ein US-amerikanischer Politikwissenschaftler. Thompson lehrt aktuell an der City University of Hong Kong. Zuvor war er am Institut für Politische Wissenschaft der Friedrich-Alexander-Universität Erlangen-Nürnberg tätig.

## Leben
Thompson studierte Religionswissenschaften (Brown University), Politische Wissenschaft (Cambridge University und Yale University) und promovierte 1991 an der Yale University. Zwischen 1997 und 2010 lehrte er am Institut für Politische Wissenschaft der Friedrich-Alexander-Universität Erlangen-Nürnberg, in der Folge wechselte er an die City University of Hong Kong, wo er Direktor des Southeast Asia Research Centre (SEARC) und Professor für Politik am Institut für Asiatische und Internationale Studien ist.  Seine Forschungsschwerpunkte liegen im Bereich der Vergleichenden Politikwissenschaft und Transformationsforschung insbesondere mit Bezug auf den asiatischen Raum.

## Schriften
- The Anti-Marcos Struggle. Personalistic Rule and Democratic Transition in the Philippines, New Haven: Yale University Press, 1995, ISBN 0-300-06243-5.
- Democratic Revolutions: Asia and Eastern Europe, London: Routledge, 2004, ISBN 978-0-415-40682-6.
- Frauen an der Macht. Dynastien und politische Führerinnen in Asien, Passau: Univ. Passau, 2005, ISBN 3-933509-29-7.